# Karl-Johan Westberg
Karl-Johan Westberg est un fondeur suédois, né le 9 décembre 1992 à Borås. Il est spécialiste du sprint.

## Biographie
Membre du club de sa ville Borås, il prend part à ses premières compétitions officielles FIS en 2008-2009. Un an plus tard, il gagne le championnat de Suède junior au sprint classique.
Il est sélectionné en Coupe de Scandinavie également depuis 2009, compétition où il obtient son premier podium en décembre 2015 dans un sprint. Entre-temps, il court aux Championnats du monde junior 2011 et 2012.
En Coupe du monde, il fait ses débuts en mars 2014 et marque ses premiers points en février 2016 au sprint de Lahti (27e). Il devient aussi champion de Suède de sprint en 2016.
En janvier 2017, il obtient son premier podium en Coupe du monde en terminant deuxième du sprint par équipes de Toblach derrière les Canadiens en compagnie d'Oskar Svensson. Quelques semaines plus tard, il honore sa première sélection pour les Championnats du monde à Lahti (32e du sprint libre).
En mars 2018, Westberg atteint sa première demi-finale dans un sprint en Coupe du monde à Lahti (huitième).
L'hiver suivant, après une première sélection au Tour de ski, il améliore sa meilleure performance avec une septième place sur le sprint de Cogne.
Alors qu'il a obtenu plusieurs résultats dans le top vingt en 2019-2020, il est poussé hors de l'équipe nationale B.
En février 2021, il prend la troisième place du sprint par équipes d'Ulricehamn avec Johan Häggström, malgré un bâton cassé en demi-finales, avant de se classer sixième de cette épreuve aux Championnats du monde à Oberstdorf.

## Palmarès

### Championnats du monde
| Épreuve / Édition        | Sprint                           | Sprint                           | 15 km                            | 15 km                            | Poursuite 2 × 15 km | 50 km | Relais | Relais    |
| Épreuve / Édition        | libre                            | classique                        | libre                            | classique                        | Poursuite 2 × 15 km | 50 km | Sprint | 4 × 10 km |
| Mondiaux 2017 Lahti      | 32e                              | Épreuve inexistante à cette date | Épreuve inexistante à cette date | -                                | -                   | -     | -      | -         |
| Mondiaux 2021 Oberstdorf | Épreuve inexistante à cette date | -                                | 37e                              | Épreuve inexistante à cette date | -                   | -     | 6e     | -         |

Légende :
- : pas d'épreuve
- — : n'a pas participé à l'épreuve

### Coupe du monde
- Meilleur classement général : 64e en 2020.
- Meilleur résultat individuel : 7e.
- 2 podiums en sprint par équipes : 1 deuxième place et 1 troisième place.

#### Classements en Coupe du monde
| Saison / Épreuve | Saison / Épreuve | Général | Général | Distance | Distance | Sprint | Sprint |
| Saison / Épreuve | Saison / Épreuve | Class.  | Points  | Class.   | Points   | Class. | Points |
| ---------------- | ---------------- | ------- | ------- | -------- | -------- | ------ | ------ |
| 2016             | 2016             | 139e    | 4       | -        | -        | 91e    | 4      |
| 2017             | 2017             | 126e    | 14      | 120e     | 1        | 65e    | 13     |
| 2018             | 2018             | 72e     | 64      | -        | -        | 31e    | 64     |
| 2019             | 2019             | 66e     | 73      | 89e      | 7        | 32e    | 66     |
| 2020             | 2020             | 64e     | 80      | 79e      | 11       | 48e    | 37     |
| 2021             | 2021             | 83e     | 31      | 67e      | 14       | 55e    | 17     |

### Coupe de Scandinavie
- 3 podiums.

### Championnats de Suède
- Champion sur le sprint libre en 2016.